# 1試合6フィールドゴール以上をあげたNFLのプレースキッカー一覧
1試合6フィールドゴール以上をあげたNFLのプレースキッカー一覧（1しあい6フィールドゴールいじょうをあげたNFLのプレースキッカーいちらん）では、1試合6フィールドゴール以上をあげたNFLのプレースキッカーを一覧にする。
1試合6フィールドゴール以上をあげたNFLのプレースキッカーはAFLを含めてこれまでに45人である。
| 選手名                         | 年月日         | 所属チーム                             | 対戦チーム                             | FG 成功数 | FG アテンプト | 得点 |
| ------------------------------ | -------------- | -------------------------------------- | -------------------------------------- | --------- | ------------- | ---- |
| ジーノ・キャパレッティ         | 1964年10月4日  | ボストン・ペイトリオッツ               | デンバー・ブロンコス                   | 6         | 6             | 21   |
| ガロ・イェプレミアン           | 1965年11月13日 | デトロイト・ライオンズ                 | ミネソタ・バイキングス                 | 6         | 8             | 20   |
| ジム・バッケン                 | 1967年9月24日  | セントルイス・カージナルス             | ピッツバーグ・スティーラーズ           | 7         | 9             | 22   |
| ジム・ターナー                 | 1968年11月3日  | ニューヨーク・ジェッツ                 | バッファロー・ビルズ                   | 6         | 8             | 19   |
| トム・デンプシー               | 1972年11月12日 | フィラデルフィア・イーグルス           | ヒューストン・オイラーズ               | 6         | 7             | 18   |
| ボビー・ハウフィールド         | 1972年12月3日  | ニューヨーク・ジェッツ                 | ニューオーリンズ・セインツ             | 6         | 7             | 18   |
| ジム・バッケン                 | 1973年12月9日  | セントルイス・カージナルス             | アトランタ・ファルコンズ               | 6         | 7             | 18   |
| ジョー・ダネーロ               | 1981年10月18日 | ニューヨーク・ジャイアンツ             | シアトル・シーホークス                 | 6         | 6             | 20   |
| レイ・ワーシング               | 1983年10月16日 | サンフランシスコ・フォーティナイナーズ | ニューオーリンズ・セインツ             | 6         | 6             | 20   |
| ゲイリー・アンダーソン         | 1988年10月23日 | ピッツバーグ・スティーラーズ           | デンバー・ブロンコス                   | 6         | 6             | 21   |
| リッチ・カーリス               | 1989年11月5日  | ミネソタ・バイキングス                 | ロサンゼルス・ラムズ                   | 7         | 7             | 21   |
| ジョン・カーニー               | 1993年9月5日   | サンディエゴ・チャージャーズ           | シアトル・シーホークス                 | 6         | 6             | 18   |
| ジョン・カーニー               | 1993年9月19日  | サンディエゴ・チャージャーズ           | ヒューストン・オイラーズ               | 6         | 6             | 18   |
| ダグ・ペルフリー               | 1994年11月6日  | シンシナティ・ベンガルズ               | シアトル・シーホークス                 | 6         | 6             | 18   |
| ノーム・ジョンソン             | 1994年11月13日 | アトランタ・ファルコンズ               | ニューオーリンズ・セインツ             | 6         | 6             | 20   |
| ジェフ・ウィルキンス           | 1996年9月29日  | サンフランシスコ・フォーティナイナーズ | アトランタ・ファルコンズ               | 6         | 6             | 21   |
| スティーブ・クリスティ         | 1996年10月20日 | バッファロー・ビルズ                   | ニューヨーク・ジェッツ                 | 6         | 7             | 19   |
| クリス・ボニオル               | 1996年11月18日 | ダラス・カウボーイズ                   | グリーンベイ・パッカーズ               | 7         | 7             | 21   |
| グレッグ・デービス             | 1997年10月5日  | サンディエゴ・チャージャーズ           | オークランド・レイダース               | 6         | 6             | 19   |
| ゲイリー・アンダーソン         | 1998年12月13日 | ミネソタ・バイキングス                 | ボルチモア・レイブンズ                 | 6         | 6             | 20   |
| オリンド・メア                 | 1999年10月17日 | マイアミ・ドルフィンズ                 | ニューイングランド・ペイトリオッツ     | 6         | 6             | 19   |
| ジェイソン・ハンソン           | 1999年10月17日 | デトロイト・ライオンズ                 | ミネソタ・バイキングス                 | 6         | 7             | 19   |
| ジェフ・リード                 | 2002年12月1日  | ピッツバーグ・スティーラーズ           | ジャクソンビル・ジャガーズ             | 6         | 6             | 19   |
| ビリー・カンディフ             | 2003年9月15日  | ダラス・カウボーイズ                   | ニューヨーク・ジャイアンツ             | 7         | 8             | 23   |
| ジョン・ケイシー               | 2004年12月5日  | カロライナ・パンサーズ                 | ニューオーリンズ・セインツ             | 6         | 6             | 20   |
| ニール・ラッカーズ             | 2005年10月2日  | アリゾナ・カージナルス                 | サンフランシスコ・フォーティナイナーズ | 6         | 6             | 19   |
| ジェフ・ウィルキンス           | 2006年9月10日  | セントルイス・ラムズ                   | デンバー・ブロンコス                   | 6         | 7             | 18   |
| フィル・ドーソン               | 2006年11月5日  | クリーブランド・ブラウンズ             | サンディエゴ・チャージャーズ           | 6         | 6             | 19   |
| ロブ・ビロナス                 | 2007年10月21日 | テネシー・タイタンズ                   | ヒューストン・テキサンズ               | 8         | 8             | 26   |
| シェーン・グレアム             | 2007年11月11日 | シンシナティ・ベンガルズ               | ボルチモア・レイブンズ                 | 7         | 7             | 21   |
| ダン・ベイリー                 | 2011年9月26日  | ダラス・カウボーイズ                   | ワシントン・レッドスキンズ             | 6         | 6             | 18   |
| セバスチャン・ジャニコウスキー | 2011年11月27日 | オークランド・レイダース               | シカゴ・ベアーズ                       | 6         | 6             | 19   |
| ライアン・サコップ             | 2012年9月23日  | カンザスシティ・チーフス               | ニューオーリンズ・セインツ             | 6         | 6             | 19   |
| ジャスティン・タッカー         | 2013年12月16日 | ボルチモア・レイブンズ                 | デトロイト・ライオンズ                 | 6         | 6             | 18   |
| ランディ・ブロック             | 2014年12月21日 | ヒューストン・テキサンズ               | ボルチモア・レイブンズ                 | 6         | 6             | 19   |
| カイロ・サントス               | 2015年10月4日  | カンザスシティ・チーフス               | シンシナティ・ベンガルズ               | 7         | 7             | 21   |
| クリス・ボズウェル             | 2016年12月18日 | ピッツバーグ・スティーラーズ           | シンシナティ・ベンガルズ               | 6         | 6             | 18   |
| クリス・ボズウェル             | 2017年1月15日  | ピッツバーグ・スティーラーズ           | カンザスシティ・チーフス               | 6         | 6             | 18   |
| グレッグ・ズーライン           | 2017年10月1日  | ロサンゼルス・ラムズ                   | ダラス・カウボーイズ                   | 7         | 7             | 23   |
| カイ・フォーバス               | 2017年10月22日 | ミネソタ・バイキングス                 | ボルチモア・レイブンズ                 | 6         | 6             | 19   |
| ロビー・ゴールド               | 2017年12月17日 | サンフランシスコ・フォーティナイナーズ | テネシー・タイタンズ                   | 6         | 6             | 19   |
| ジェイソン・マイヤーズ         | 2018年10月14日 | ニューヨーク・ジェッツ                 | インディアナポリス・コルツ             | 7         | 7             | 24   |
| ジェイソン・サンダース         | 2019年12月8日  | マイアミ・ドルフィンズ                 | ニューヨーク・ジェッツ                 | 7         | 8             | 21   |